# The Electrics
The Electrics sind eine christliche Band aus Dumbarton, Schottland, die sich auf Celtic Rock spezialisiert hat.

## Geschichte
Sie gründeten sich 1988, als die früheren Infrapenny-Mitglieder Sammy Horner (Gesang und Bass) und Paul Baird (Gitarre) den Schlagzeuger Dave McArthur und den Keyboardspieler Allan Hewitt fragten, ob sie auf dem Glasgow Impact Festival zusammen spielen wollten. Die Band veröffentlichte 1989 ein selbstfinanziertes Album auf Kassette, Views in Blues. Im Anschluss an diese Aufnahme entwickelte die Band einen Celtic Rock Sound, stark beeinflusst von The Waterboys und The Pogues. Es folgten Alben wie Vision and Dreams (1990), das von Word Records vertrieben wurde, und Big Silent World (1993), das beim deutschen Label Pila Music herauskam.
Die Band hat sich offiziell nicht aufgelöst. Sammy Horner ist in Kanada in der kirchlichen Jugendarbeit tätig, während die anderen Bandmitglieder an eigenen Projekten in Schottland arbeiten. Pläne zu einer weiteren gemeinsamen Bandtätigkeit sind nicht bekannt.

## Diskografie
- 1991: Visions And Dreams
- 1993: Big Silent World
- 1995: The Whole Shebang!
- 1997: The Electrics
- 1998: Livin' It Up When I Die
- 1999: Danger Live
- 2001: Reel, Folk'n'Rock'n'Roll
- 2005: Old, New, Borrowed & Green